# Martin Drewes

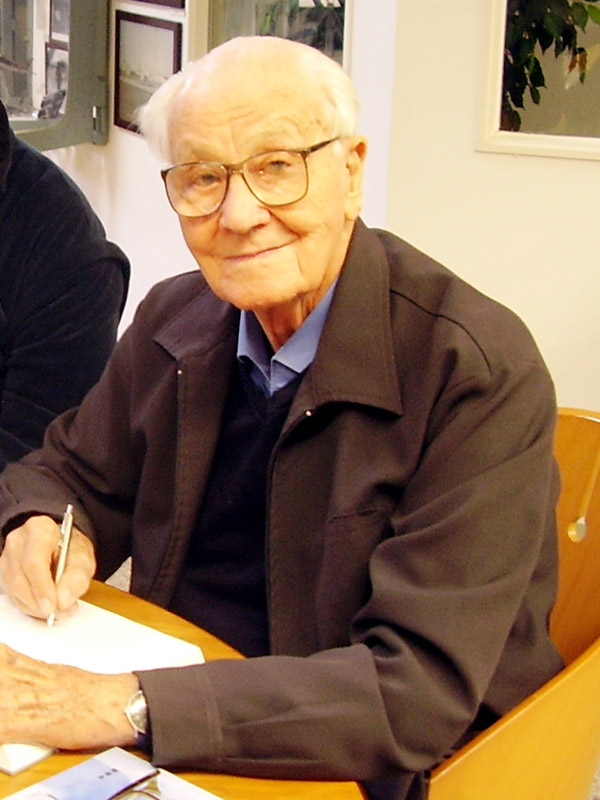
Martin Drewes im Luftfahrt-Museum Laatzen-Hannover (2011)

Martin Drewes (* 20. Oktober 1918 in Lobmachtersen; † 13. Oktober 2013 in Blumenau) war ein deutscher Pilot und Luftfahrtautor.

## Leben

### Zweiter Weltkrieg
Der Apothekersohn Drewes meldete sich nach dem Abitur in Wolfenbüttel zum Heer (Wehrmacht). Als Offiziersanwärter im Panzerregiment 6 wechselte er beim Überfall auf Polen zur Luftwaffe. Nach Abschluss der fliegerischen Ausbildung wurde er Flugzeugführer in der II. Gruppe des Zerstörergeschwaders 76. 
Im Frühjahr 1941 bat der Ministerpräsident des Irak, Raschid Ali al-Gailani, das Deutsche Reich um Beistand gegen die Briten. Daraufhin wurde ein kleines Luftwaffenkontingent in den Irak gesandt, der Sonderstab F (Sonderkommando Junck). Drewes flog dort einige Einsätze mit einer Messerschmitt Bf 110 in der 4. Staffel des Zerstörergeschwaders ZG 76. Die Einsätze endeten – ohne einen militärischen Erfolg herbeigeführt zu haben – im Frühsommer 1941.
Nach der Rückverlegung nach Deutschland und weiteren Einsätzen im Zerstörergeschwader 76 schulte Martin Drewes – mittlerweile Oberleutnant – Ende 1941 auf die Nachtjagd um. Bis zum Sommer 1943 flog er im Nachtjagdgeschwader 3, danach bis zum Kriegsende im Nachtjagdgeschwader 1. Während seiner Zeit beim Nachtjagdgeschwader 1 war Oberleutnant Walter Scheel sein Adjutant. Mit ihm verband Drewes seit jener Zeit eine lebenslange Freundschaft. 
Auf rund 250 Einsätzen erzielte Drewes 52 Luftsiege, davon 43 bei Nacht. Das Kriegsende erlebte er als Major und Kommandeur der III. Gruppe des Nachtjagdgeschwaders 1.

### Nachkriegszeit
Nach kurzer britischer Kriegsgefangenschaft entschloss er sich 1949, nach Brasilien auszuwandern. Als ehemaliger höherer Offizier sah er keine Chance, ein von ihm geplantes Studium aufzunehmen. Während der ersten Zeit in Brasilien betätigte er sich auch noch fliegerisch, bis sich herausstellte, dass der Lebensunterhalt davon nicht zu bestreiten war. In Brasilien baute sich Martin Drewes eine Karriere als Unternehmer auf und heiratete eine Brasilianerin, die 2010 verstarb.
Drewes lebte bis zu seinem Tod in Blumenau (Brasilien), kehrte jedoch jedes Jahr mindestens einmal besuchsweise nach Deutschland zurück, so dass er im Laufe der Jahre mehr als 90 Besuche von Brasilien aus in seine frühere Heimat durchgeführt hat. Seit 1961 war er Oberstleutnant d. R. der Luftwaffe (Bundeswehr). Er starb eine Woche vor seinem 95. Geburtstag.

## Kriegsauszeichnungen
- Eisernes Kreuz (1939) II. Klasse am 26. Mai 1941
- Eisernes Kreuz (1939) I. Klasse am 9. April 1943
- Deutsches Kreuz in Gold am 24. Februar 1944
- Ehrenpokal für besondere Leistung im Luftkrieg am 31. März 1944
- Ritterkreuz des Eisernen Kreuzes am 27. Juli 1944
- Eichenlaub zum Ritterkreuz am 17. April 1945 (839. Verleihung)

## Veröffentlichungen
- Kleine Geschichten von einem bunten Wege. Eigenverlag 1999
- Sombras da noite. Adler Editora, Rio de Janeiro 2002
- Fliegerhorst Störmede – Eine Chronik in Wort und Bild. Helmut Mauermann – Vorwort von Martin Drewes, Eigenverlag 2005
- Sand und Feuer. NeunundzwanzigSechs Verlag, Moosburg 2011